# Viano (Zibido San Giacomo)
La Viano è una cascina nelle campagne del comune italiano di Zibido San Giacomo, posta a ovest del centro abitato verso Noviglio. Ha costituito un comune autonomo fino al 1841.

## Storia
Viano era un piccolo centro abitato del milanese costituito da un'unica cascina autonoma, e confinava con San Pietro Cusico a nord, Zibido San Giacomo ad est, Mandrugno a sud, e Noviglio ad ovest. Al censimento del 1751 la località fece registrare solo 65 residenti.
In età napoleonica, nel 1805, la popolazione era ancora ferma ad 80 unità, tanto che nel 1809 il governo italiano decise di sopprimere il municipio ed annetterlo a Mandrugno, località a sua volta unita a Binasco nel 1811; tutti i centri recuperarono comunque l'autonomia nel 1816, in seguito all'istituzione del Regno Lombardo-Veneto, seppur venendo spostati in Provincia di Pavia.
Furono in seguito gli stessi governanti a riconoscere la necessità di una razionalizzazione della rete amministrativa della zona, e quindi il municipio fu definitivamente soppresso dagli austriaci il 23 gennaio 1841, venendo annesso alla vicina Zibido San Giacomo.